# Paek Chung-song
Paek Chung-song (Pyongyang, Corea del Norte) es un futbolista profesional norcoreano que juega como Centrocampista del Ryomyong SC de la liga de Corea del Norte.

## Selección nacional
Paek Chung-song debutó en la selección nacional sub-23 en los Juegos Asiáticos de 2022.
El equipo norcoreano ganó el debut contra Taiwán por 2-0,luego en el segundo encuentro venció a Kirguistán por 1-0y repitió el mismo marcador contra la selección de Indonesia.
Clasificado a la siguiente ronda en dieciseisavos de final, Corea del Norte venció a Baréin por 2-0. En cuartos de final, la selección de Corea del Norte perdió 2-1 contra Japón quedando eliminada de la competición.El encuentro terminó con una trifulca contra el árbitro por parte de los jugadores de Corea del Norte.
En las clasificatorias a la Copa Mundial de 2026, Paek fue convocado para la fecha doble, en donde Corea del Norte enfrentó a Siria y luego a Birmania.En el tercer partido de la fase clasificatoria, Paek Chung-song también fue convocado para el duelo contra Japón, en donde Corea del Norte perdió por la cuenta mínima contra el equipo nipón.

## Clubes
| Club        | País            | Año      |
| ----------- | --------------- | -------- |
| Ryomyong SC | Corea del Norte | 2019-act |